# Кокрейн, Джозефина
Джозефина Гэрис Кокрейн (иногда Кохрейн англ. Josephine Garis Cochrane; 8 марта 1839 года, Огайо — 3 августа 1913 года, Чикаго, США) — американская изобретательница первой коммерчески успешной автоматической посудомоечной машины, которую она построила вместе с механиком Джорджем Баттерсом, который стал её первым сотрудником.
Построила в 1886 году механизированную посудомоечную машину. По преданию, будучи огорчена тем, что предметы из семейного фарфорового сервиза разбивает её прислуга в процессе мытья, она заявила: «Если никто не собирается изобретать посудомоечную машину, я займусь этим сама!». («If nobody else is going to invent a dishwashing machine, I’ll do it myself!»).
Посмертно введена в Национальный зал славы изобретателей в 2006 году за изобретение посудомоечной машины.

## Биография

### Ранние годы
Джозефина родилась 8 марта 1839 года в округе Аштабьюла, штат Огайо, и выросла в Валпарейзо, штат Индиана. Кокрейн была дочерью Джона Гариса, инженера-строителя, и Ирэн Фитч Гарис. Её дед по материнской линии, Джон Фитч был изобретателем и получил патент на пароход.

### Брак и дети
Переехав в дом своей сестры в Шелбивилле, штат Иллинойс, 13 октября 1858 года вышла замуж за Уильяма Кокрана. Уильям вернулся годом раньше с безуспешной попытки в Калифорнийской золотой лихорадке, но впоследствии стал процветающим торговцем галантереей и политиком Демократической партии. Джозефина и Уильям имели 2 детей: Халли и Кэтрин.
В 1870 году она стала светской, и семья переехала в особняк. Там Кокрейны начали устраивать званые обеды, используя фарфор семейной реликвии, датируемый 1600-ми годами. Когда слуги небрежно откололи некоторые блюда, это побудило её искать лучшую альтернативу ручному мытью посуды. Она также хотела избавить усталых домохозяек от обязанности мыть посуду после еды. Другая причина, которая мотивировала Джозефину, это то, что муж умер в 1883 году, когда ей было 45 лет.

### Смерть
Джозефина умерла 3 августа 1913 года в Чикаго от инсульта. 14 августа была похоронена на кладбище Гленвуд в Шелбивилле. В 2006 году она была введена в Национальный зал славы изобретателей (США).

## Предшественники Кокрейн в изобретении посудомоечной машины
Были предприняты и другие попытки создать коммерчески приемлемую посудомоечную машину. В 1850 году Джоэл Хоутон разработал посудомоечную машину с ручным коленом. В 1860-х годах Л. А. Александр усовершенствовал устройство с помощью зубчатого механизма, который позволял пользователю вращать посуду через ванну с водой. Ни одно из этих устройств не было особенно эффективным.

## Посудомоечная машина Кокрейн
Кокрейн разработала первую модель своей посудомоечной машины в сарае за её домом в Шелбивилле, штат Иллинойс. Джордж Баттерс был механиком, который помогал ей в строительстве посудомоечной машины; он также работал на первом заводе посудомоечных машин. Чтобы собрать машину, она сначала измерила посуду и построила проволочные отсеки, каждый из которых был специально разработан для тарелок, чашек или блюдца. Отсеки были размещены внутри колеса, которое лежало внутри медного котла. Мотор вращал колесо, в то время как горячая мыльная вода брызгала со дна котла и падала на посуду. Её посудомоечная машина первой использовала давление воды вместо скрубберов для чистки посуды внутри машины. После получения патента 28 декабря 1886 г. Кокрейн продемонстрировала своё изобретение на Всемирной Колумбийской выставке 1893 г. в Чикаго и получила высшую награду за «лучшую механическую конструкцию, долговечность и адаптацию к своей работе». Слухи распространились, и вскоре Кокрейн начала получать заказы на свою посудомоечную машину от ресторанов и отелей Иллинойса. Фабричный бизнес Гарис-Кокрейн начал производство в 1897 году. Кокрейн показала свою новую машину на Чикагской ярмарке в 1893 году, и в то время ею заинтересовались только рестораны и отели. В то время она смогла найти компанию по производству своих машин. Эта компания теперь известна как Kitchen Aid.
Лишь в 1950-х годах посудомоечные машины стали обычным предметом домашнего обихода после того, как были построены новые пригородные дома с сантехникой, необходимой для работы с дополнительной горячей водой.